# Мерьель
Мерьель (фр. Mériel) — муниципалитет во Франции, в регионе Иль-де-Франс, департамент Валь-д'Уаз. Население — 4376 человек (2006). Муниципалитет расположен на расстоянии около 27 км северо-западнее Парижа, 12 км северо-восточнее Сержи.

## Демография
Динамика населения (Cassini и INSEE):